# Paul Reichard

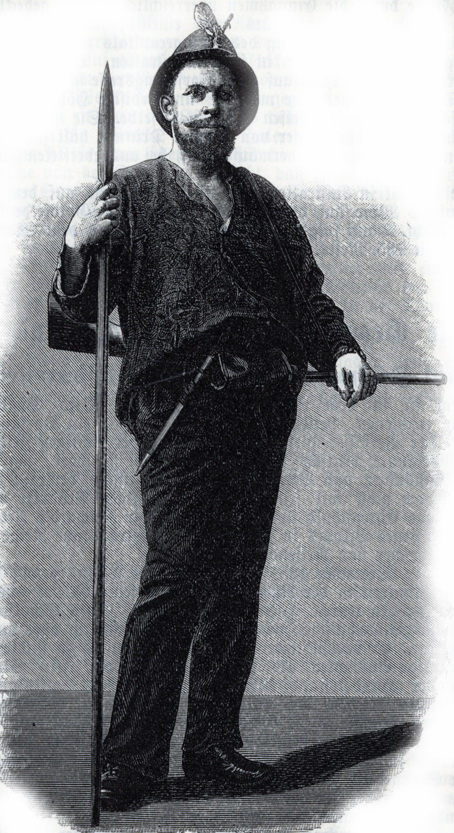
Paul Reichard (1881)

Paul Reichard (* 2. Dezember 1854 in Neuwied; † 16. September 1938 in Berlin) war ein deutscher Afrikaforscher.

## Leben

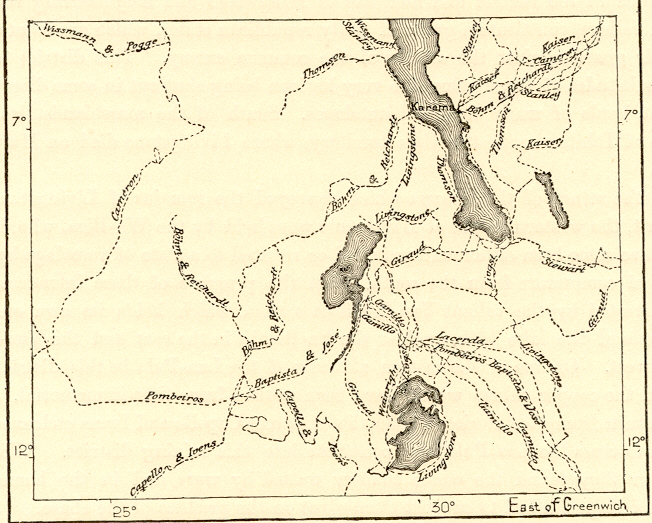
Forschungsexpeditionen in Zentralafrika mit den Reiserouten von Böhm, Kaiser und Reichard (Karte um 1890)

Karte von Ostafrika aus dem Jahr 1886: östlich des Tanganjikasees sind von „Paul Reichard nach seinen eigenen Angaben erworbene“ Gebiete markiert (siehe Legende rechts unten).

Reichard studierte an der Polytechnischen Schule in München, der heutigen TU München und war seit 1873 Mitglied des Corps Rheno-Palatia.
Nach dem Examen war er als Industrieller in Kaiserslautern tätig und schloss sich 1880 als Volontär einer Expedition der „Afrikanischen Gesellschaft in Deutschland“ an, die zur Gründung einer wissenschaftlichen Station in Ostafrika ausgerüstet und vorbereitet wurde, wozu auch Kisuaheli-Unterricht bei der verwitweten Sultansschwester Emily Ruete alias Salme binti Said gehörte. Reichard selbst wandte für die Expedition 50.000 Mark aus eigenen Mitteln als „Selbstkostenbeitrag“ auf. Leiter dieser Expedition war Hauptmann von Schoeler, der jedoch bald nach Europa zurückkehrte. Der Expedition gehörten auch noch der Zoologe Richard Böhm und der Topograf Emil Kaiser an. Im Juli 1880 traten die Expeditionsteilnehmer ihre Reise ins Landesinnere von Bagamoyo aus an. Im November gründeten sie die Station Kakoma in Unyamwezi (bei Tabora im heutigen Tansania) und hielten sich dort neun Monate auf. Dann wurde die Station nach Igonda verlegt.
Im Oktober 1882 starb Emil Kaiser auf einer Forschungsreise zum Rukwasee. Im Dezember verließen Reichard und Böhm Igonda und hielten sich ein halbes Jahr am Tanganjikasee auf, teils in Karema, teils in Mpala, um die westlich von Tanganjika gelegenen Gebiete des Kongo zu erforschen. Reichards Expedition unterstützte die Anlage einer belgischen Kolonialstation in Mpala. Dann wandten sie sich nach Südwesten, überschritten im Oktober 1883 den Luapula und entdeckten den Upembasee in Katanga, wo wiederum Böhm am 27. März 1884 an einer Fiebererkrankung verstarb. Nach dessen Tod entdeckte Reichard die Kupferlagerstätte von Katanga, etwa bei 11° südlicher Breite und zwischen dem 26.° und 27.° östlicher Länge. Unter vielen Gefahren in Msidis Reich kämpfte er sich ostwärts zurück zum Tanganjikasee, den er am 30. November 1884 wieder erreichte. Auch auf dem weiteren Rückweg kam es zu Kämpfen, bis er die Küste des Indischen Ozeans erreichte und nach fünf Jahren und sieben Monaten Abwesenheit wieder in Sansibar angelangte.
Böhm und Reichard hatten in den Landschaften, durch die sie kamen, nach europäischem Verständnis „Landerwerbungen“ gemacht. Reichard erbat deshalb im Februar 1886 ein deutsches Protektorat über Teile Katangas. Das Gebiet westlich des Tanganjikasees wurden aber von der deutschen Regierung dem sogenannten Kongo-Freistaat zuerkannt, so dass kein „Reichsschutz“ erteilt wurde. Er verfasste zahlreiche Expeditionsberichte in den „Mitteilungen der Afrikanischen Gesellschaft in Deutschland“. Reichard lebte nach seiner Rückkehr zeitweilig in Nizza, später in Berlin-Charlottenburg.
Paul Reichard starb 1938 im Alter von 83 Jahren im Sankt-Gertrauden-Krankenhaus und wurde zunächst auf dem Alten St.-Matthäus-Kirchhof in Schöneberg beigesetzt. Im Zuge der von den Nationalsozialisten zu dieser Zeit durchgeführten Einebnungen auf dem Friedhof wurden Reichards sterbliche Überreste innerhalb eines Jahres auf den Südwestkirchhof Stahnsdorf bei Berlin umgebettet. Sein dortiges Grab ist erhalten geblieben.
Reichard war mit der Malerin, Übersetzerin und Schriftstellerin Mea Reichard verheiratet. Seine Tochter war möglicherweise die Schauspielerin Garda Irmen.

## Veröffentlichungen
- Bericht über eine Reise nach Urua und Katanga. In: Globus. Zeitschrift für Länder- und Völkerkunde, 48(1885), S. 23–26.
- Die Wanjanuesi, In: Zeitschrift für Erdkunde 24(1889), S. 246–331.
- Das afrikanische Elfenbein und sein Handel. In: Deutsche Geographische Blätter 12(1889), S. 132f.
- Was soll mit den befreiten Sklaven geschehen. In: Deutsche Kolonialzeitung 6(1889), S. 281f.
- Vorschläge zu einer praktischen Reiseausrüstung für Ost- und Centralafrika, Berlin 1889.
- Dr. Emin Pascha. Ein Vorkämpfer der Kultur im Innern Afrikas, Leipzig 1891.
- Deutsch-Ostafrika. Das Land und seine Bewohner. Seine politische und wirtschaftliche Entwicklung, Leipzig 1892: ND Bremen 2010.
- Stanley, Berlin 1897. (= Geisteshelden Bd. 24)

## Auszeichnungen und Preise (Auswahl)
- 1887: Carl-Ritter-Medaille